# Ray Ozzie
Ray Ozzie, né le 20 novembre 1955, est un entrepreneur américain dans le domaine de l'informatique. Avant son poste de directeur technique de Microsoft de 2006 à 2010, il était connu pour avoir dirigé le développement de Lotus Notes, le logiciel de Groupware racheté par IBM en 1995.
La société qu'il avait fondée, Groove Networks (en), s'étant faite racheter par Microsoft en 2005, il a été nommé pour prendre la succession de Bill Gates en tant que directeur technique à partir du 15 juin 2006. Il était le principal architecte logiciel, et conseillait à Microsoft d'axer sa stratégie vers le cloud computing. Le 18 octobre 2010, Microsoft a annoncé le départ de Ray Ozzie par un courriel interne signé de Steve Ballmer.